# 费代里科·比切利
费代里科·比切利（義大利語：Federico Bicelli，1999年2月5日—），意大利男子游泳运动员。他曾代表意大利参加2020年夏季残疾人奥林匹克运动会游泳比赛，获得男子50米自由泳S7级第8名。